# Temse

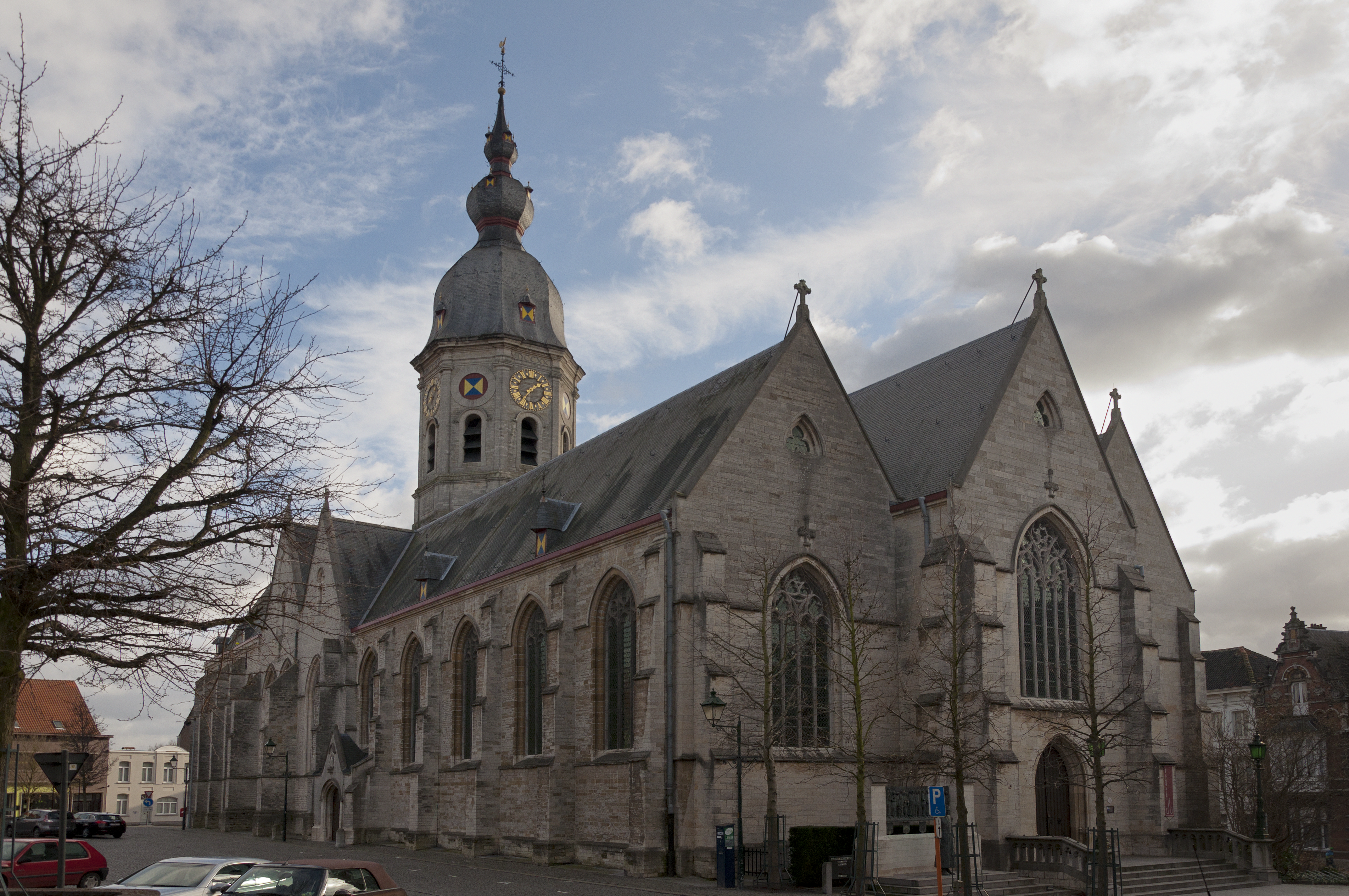
De Onze-Lieve-Vrouwekerk

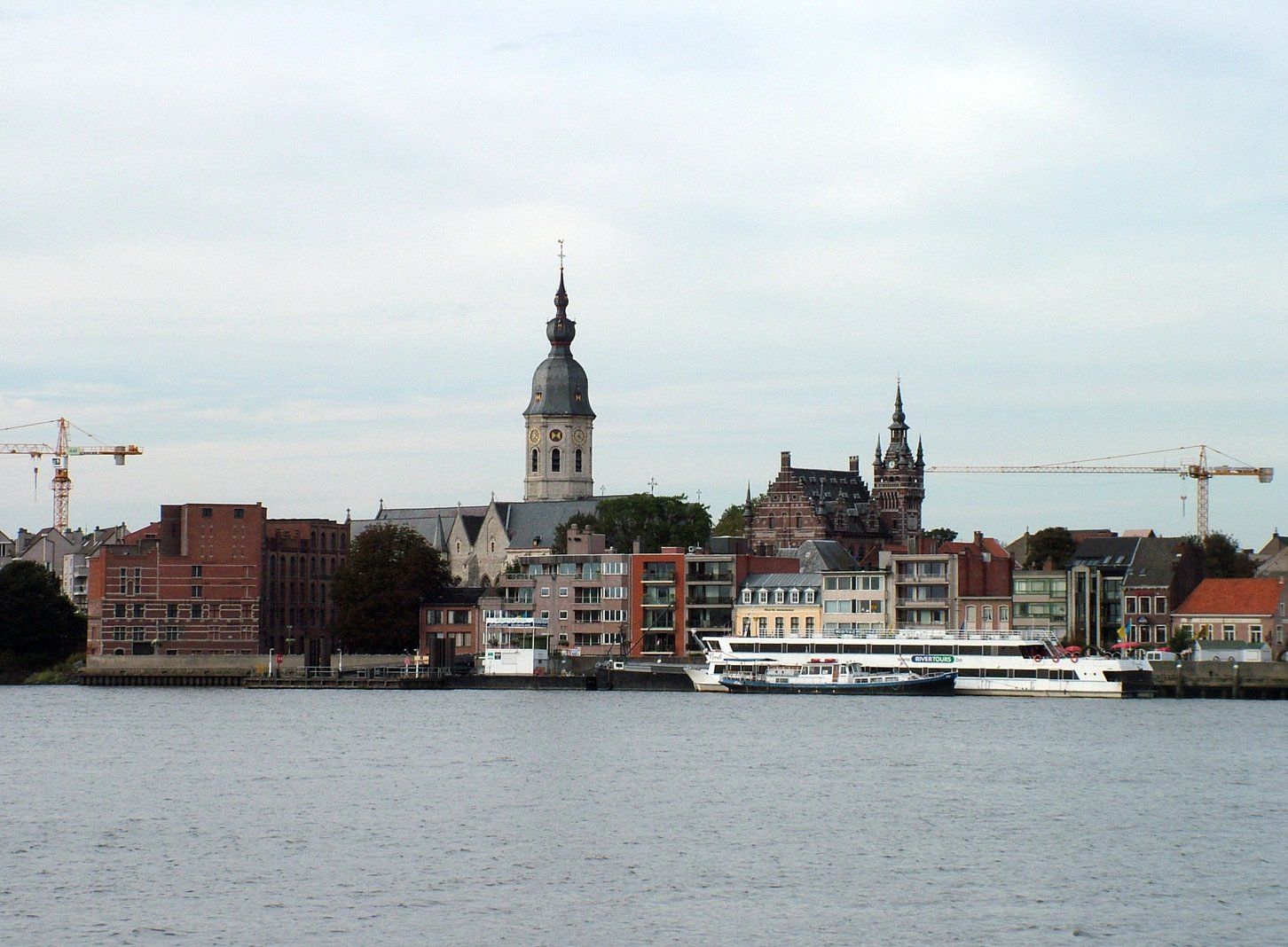
Gezicht op het centrum van Temse met de kaai op de voorgrond

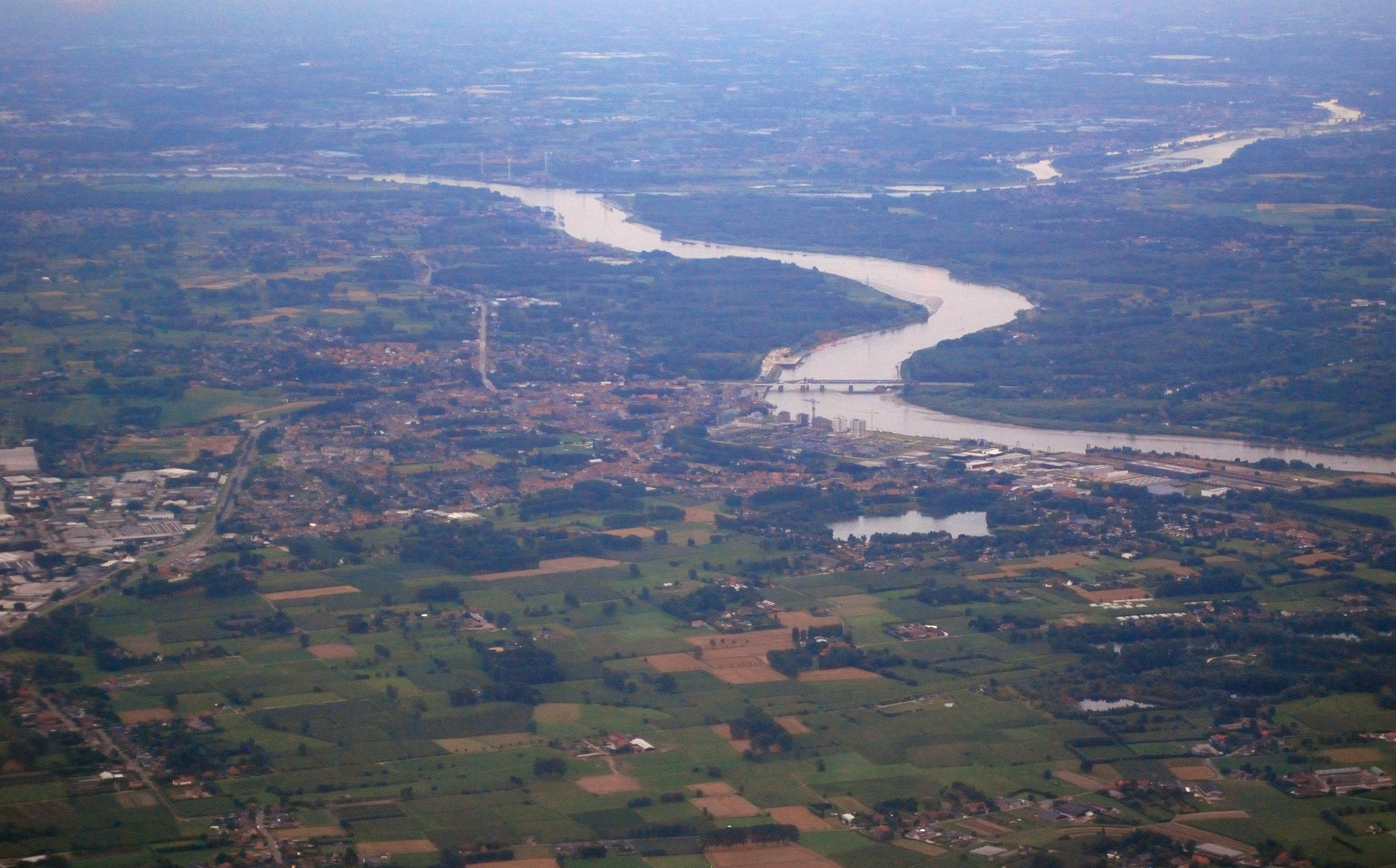
De Temsebrug is de meest stroomafwaarts gelegen brug over de Schelde

Temse (Frans: Tamise) is een gemeente in de Belgische provincie Oost-Vlaanderen, en is gelegen in het Waasland. Temse ligt aan de Schelde en is bekend van het inmiddels opgeheven scheepsbouwbedrijf Boelwerf en om de Scheldebrug (officiële naam: Temsebrug), de langste brug van België (365 meter). De gemeente telt ruim 31.000 inwoners, die worden Temsenaars genoemd.

## Toponymie

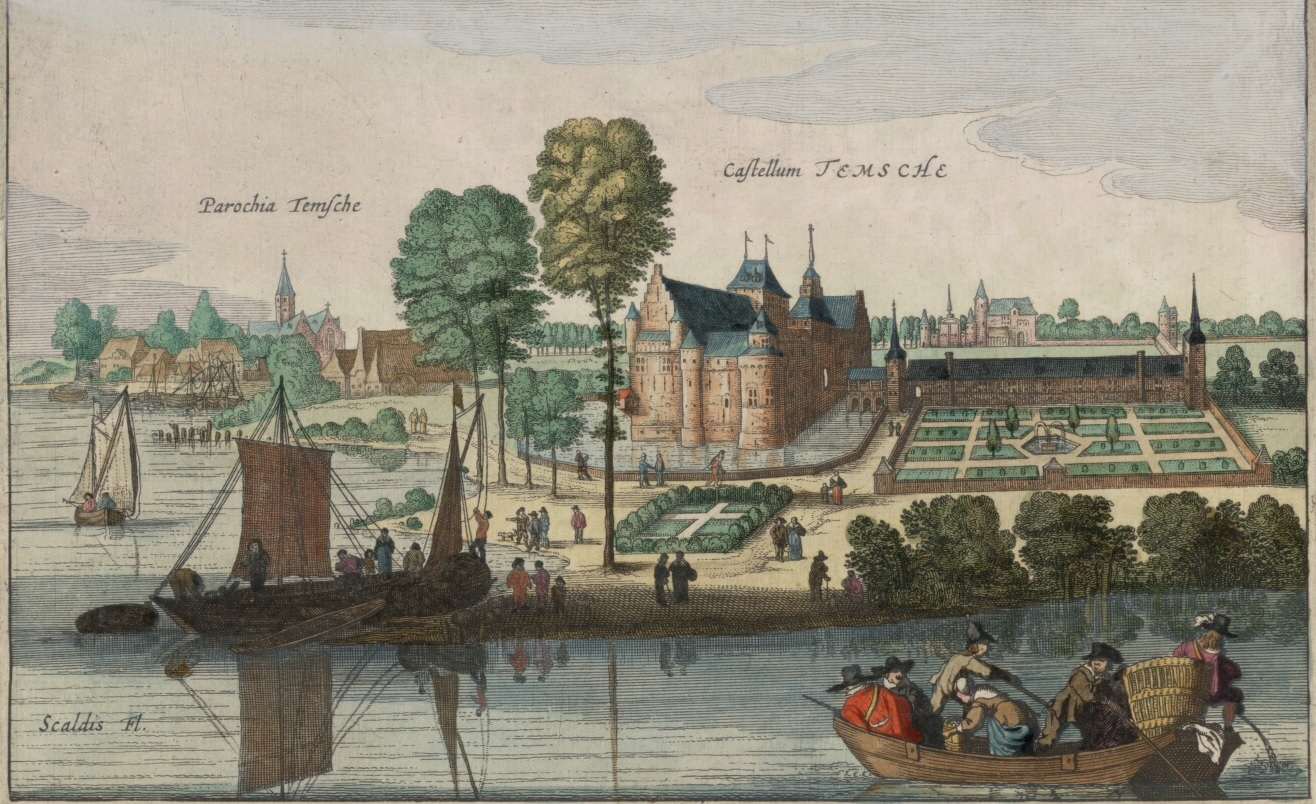
Temse in de 1e helft van de 17e eeuw - Afbeelding uit Flandria Illustrata (1641)

Temse wordt voor het eerst vermeld onder de naam Temsica in een akte uit 941 waarin graaf Arnulf I van Vlaanderen een reeks bezittingen aan de Gentse Sint-Pietersabdij teruggeeft die zijn voorgangers afgenomen hadden. Verder komen ook schrijfwijzen zoals Temseca, Tempseca en Thamisia voor in middeleeuwse akten en andere documenten. In oudere Nederlandse teksten wordt de plaatsnaam als Themsche of Temsche geschreven; de laatste spelling was officieel tot 1946.
Als oorsprong voor de naam ‘Temse’ wordt doorgaans een Gallo-Romeinse vorm *Tamisiacum of *Tamasiacum gereconstrueerd. Plaatsnamen op -(i)acus of -(i)acum (met een Gallisch achtervoegsel -acos of -acon) zijn veelal afgeleid van Latijnse of inheemse persoonsnamen en ontstonden tussen de eerste en de vierde eeuw. Volgens deze analyse zou Temse toebehoord hebben aan iemand met de Gallische naam *Tamasios of *Tamisios. Hierin kunnen we de Proto-Indo-Europese wortel *temH- herkennen, die ook opduikt in het Welshe woord tywyll ‘duisternis’ en in het Nederlandse deemster. *Tamasios of *Tamisios zou dan zoveel betekenen als ‘de donkere’ of ‘de donkerharige’.
Volgens een concurrerende analyse zou *Tamisiacum of *Tamasiacum niet afgeleid zijn van een persoonsnaam, maar van de naam van een waterloop. De Proto-Indo-Europese wortel *temH- blijft hierbij geldig, dus het zou over een ‘donkere waterloop’ gaan, een verklaring die ook voor de Demer en voor de Theems wordt aangehaald. Welke afleiding – van een persoon of van een waterloop – ook correct is, het valt op dat Temse de Wet van Grimm niet heeft doorgemaakt: de ontwikkeling *t > Germaans *þ > Nederlands d (zoals in Demer van *Tamara) heeft hier niet plaatsgevonden. Dit kan het gevolg zijn van invloed van de Romaanse talen, waar deze klankwet niet geldt.
Net als andere plaatsen die al in de middeleeuwen over de taalgrens heen bekend waren, heeft Temse een Franse naam die een eigen klankontwikkeling heeft doorgemaakt. In een akte uit 1221 waarin burggraaf Zeger III van Gent afstand doet van enkele tienden ten voordele van de bisschop van Doornik, wordt Temse als Thamisia vermeld, een naam die in het hedendaagse Frans Tamise zal worden. Merk op dat in de Franse variant van de naam het achtervoegsel -(i)acum ontbreekt, zoals dit ook het geval is bij Geldenaken (van *Geldoniacum) en Jodoigne (van *Geldonia).

## Geschiedenis
De oudste archeologische sporen van bewoning gaan terug tot de steentijd. Er zijn onder meer vondsten gedaan uit de late bronstijd, de ijzertijd en de Gallo-Romeinse periode. De kerstening van de gemeente vond plaats voor 772 en in 864 werd het dorp aan de Blandinusabdij te Gent geschonken door de Graaf van Vlaanderen, de gemeente bleef tot 1460 in beheer van een riddervoogd van deze abdij. In 1264 werd een wekelijkse markt ingericht en vanaf 1519 door Karel V uitgebreid met een jaarmarkt. Op 7 juli 1684 woedde er een grote brand door Temse waarbij een groot deel van het dorp vernield werd. in 1759 bracht Karel van Lorreinen een bezoek, waarbij een grote cavalcade werd georganiseerd.
In 1912 vond de Internationale Vliegweek voor Watervliegtuigen plaats, de meeting was opgezet voor de beoordeling van watervliegtuigen die eventueel ingezet konden worden in Belgisch Congo. Er werden proeven uitgevoerd met een eigen vliegtuig door vijftien piloten uit België, Frankrijk en Duitsland. Het was het grootste evenement uit de geschiedenis van Temse.
Tijdens de Eerste Wereldoorlog verscheen het frontblaadje Onze Temschenaars als bindmiddel tussen het thuis- en oorlogsfront. Er sneuvelden 63 Temsenaars en elf opgeëisten bezweken in kampen. Ook werden Theofiel Maes en Kamiel Van Buynder op 14 juli 1917 in Fort 4 te Mortsel gefusilleerd omwille van spionageactiviteiten. Ze waren actief geweest voor de spionagedienst met de codenaam Theo, deze had tot doel het Belgisch leger in te lichten over de bewegingen van de Duitse troepen.

## Geografie

### Kernen
Temse bestaat naast het centrum uit de wijken Cauwerburg, Hollebeek en Velle. Sinds de gemeentefusie van 1977 zijn Steendorp, Tielrode en Elversele deelgemeenten.

### Deelgemeenten
|   | Naam      | Opp. (km²) | Inwoners (2020) | Inwoners per km² | NIS-code |
| - | --------- | ---------- | --------------- | ---------------- | -------- |
| 1 | Temse     | 22,13      | 20.289          | 917              | 46025A   |
| 2 | Steendorp | 5,17       | 3.543           | 686              | 46025B   |
| 3 | Tielrode  | 7,43       | 3.856           | 519              | 46025C   |
| 4 | Elversele | 5,01       | 2.399           | 479              | 46025D   |

### Aangrenzende gemeenten

De 4 deelgemeenten van Temse

| Aangrenzende gemeenten | Aangrenzende gemeenten | Aangrenzende gemeenten | Aangrenzende gemeenten | Aangrenzende gemeenten |
| ---------------------- | ---------------------- | ---------------------- | ---------------------- | ---------------------- |
| Sint-Niklaas           |                        |                        |                        | Beveren                |
|                        |                        |                        |                        |                        |
| Waasmunster            | Kruibeke               |                        |                        |                        |
|                        |                        |                        |                        |                        |
| Hamme                  |                        | Bornem                 |                        |                        |

## Bezienswaardigheden

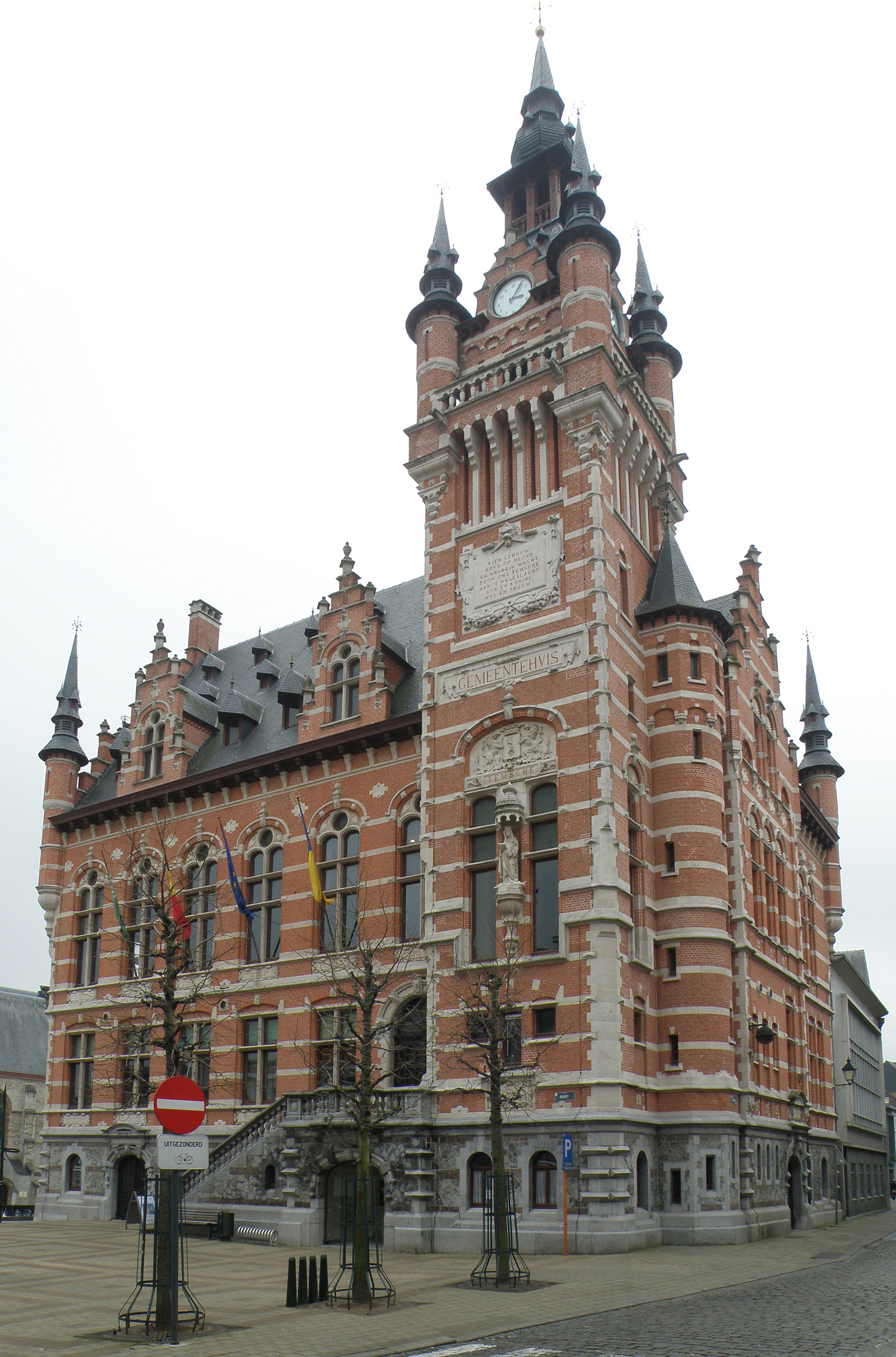
Gemeentehuis
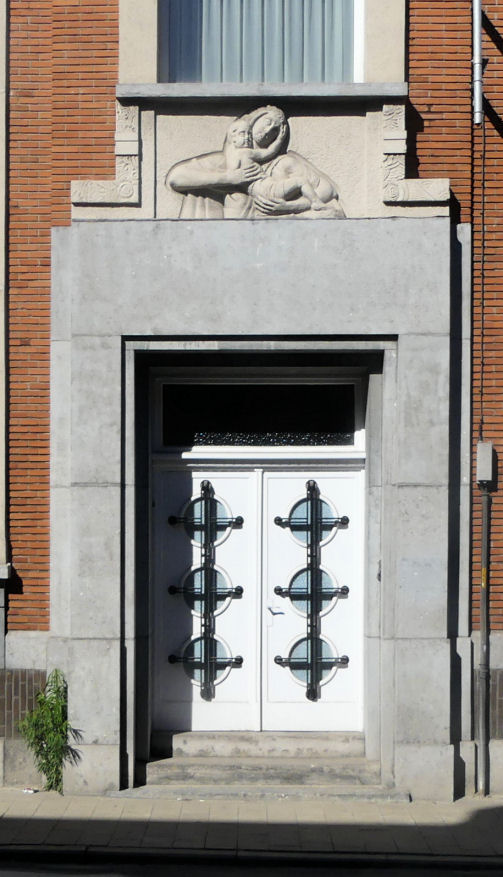
Moederhuis Sint-Gabriel, met bas reliëf van Karel Aubroeck
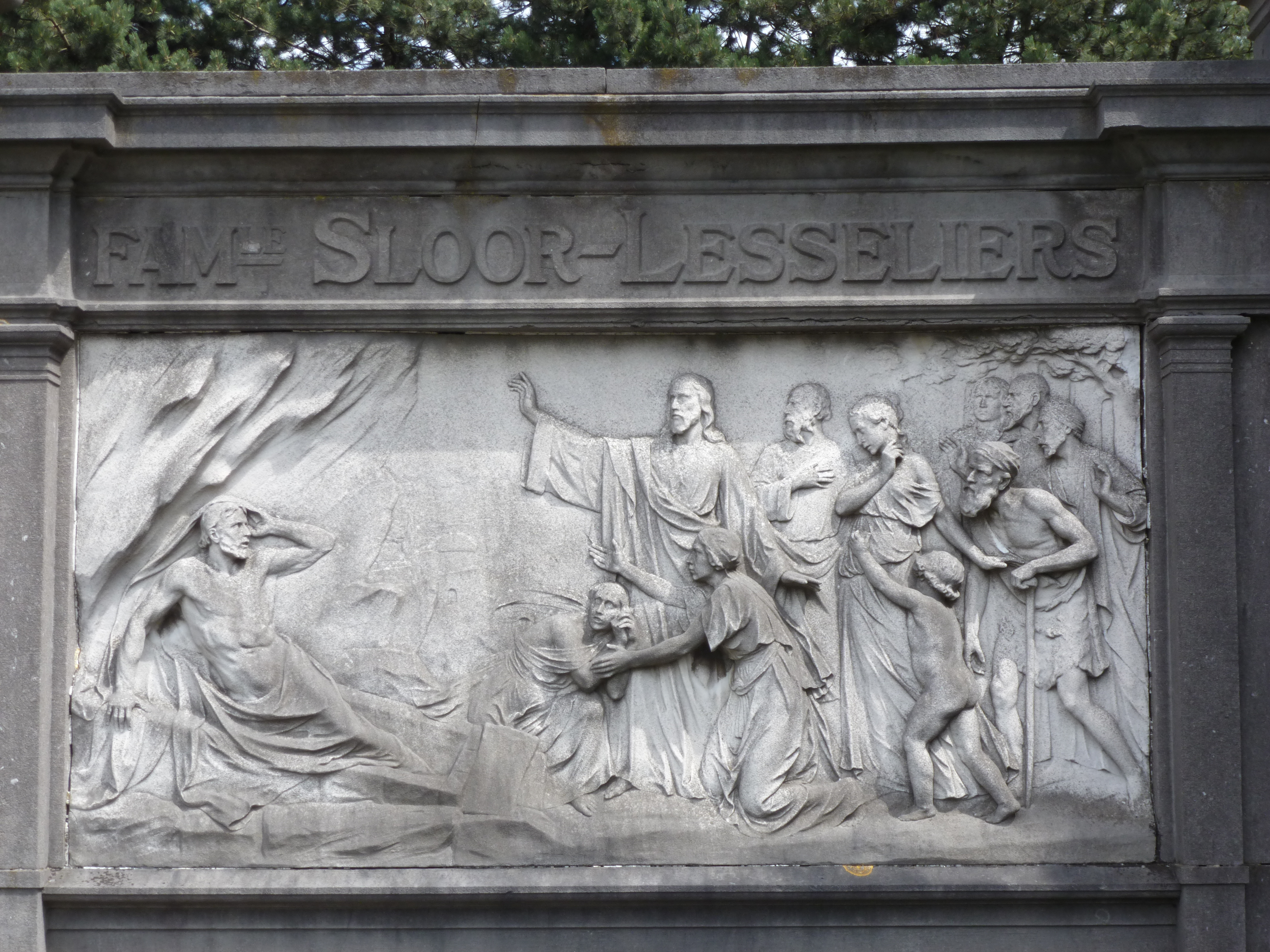
De Opwekking van Lazarus, praalgraf Sloor-Lesseliers
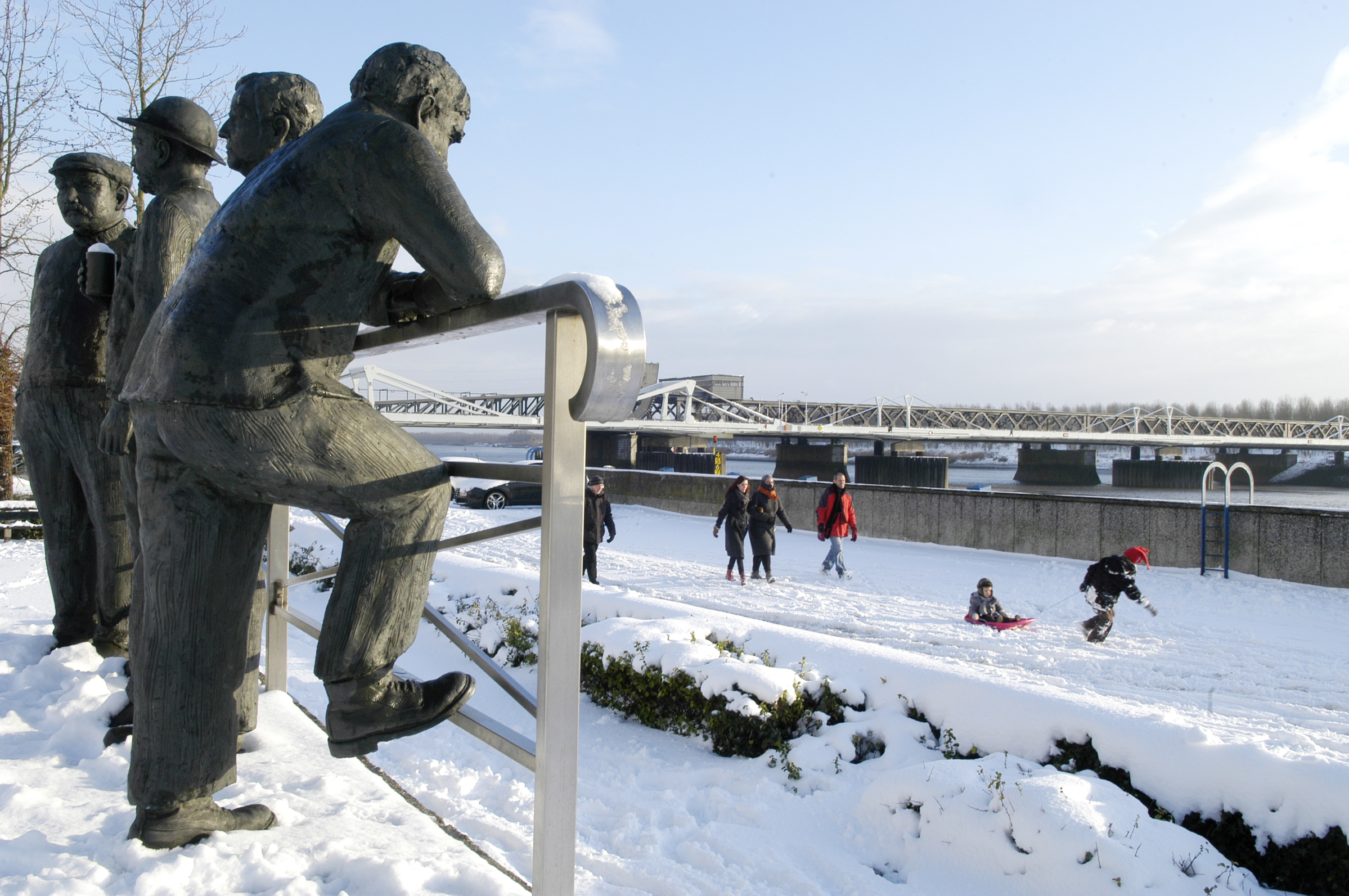
Beeldengroep De Kaailopers in brons door Valeer Peirsman
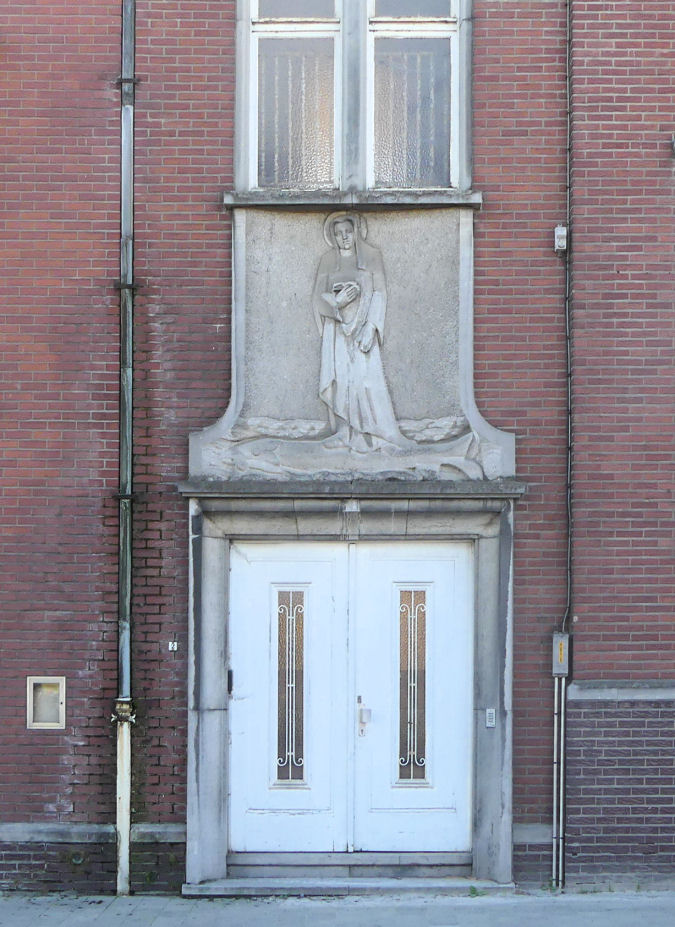
Heilige Amelberga in arduin, door Werner Heyndrickx

- Instituut Sint-Amelberga, met een bas-reliëf in arduin, door steenbeeldhouwer Werner Heyndrickx.
- De decanale Onze-Lieve-Vrouwekerk. De stichting in 770 wordt toegeschreven aan de heilige Amelberga, van deze eerste bidplaats zijn echter tot op heden geen sporen teruggevonden. Wel zijn er sporen teruggevonden van een latere romaanse driebeukige kruiskerk. In 1495 werd de kerk ernstig beschadigd door een brand en werd ze op speciale belasting van Filips De Schone weer opgebouwd. Omstreeks 1720 werd de vieringstoren heropgebouwd naar ontwerp van Egidius Adriaan Nijs.[15]

In de kerk bevinden zich onder meer de schilderijen Taferelen uit het leven van de Heilige Amelberga (toegeschreven aan Jan Baptist Le Saive, begin 17de eeuw), Christus aan het Kruis (Pieter Van Mol, tweede kwart 17e eeuw), de Heilige Familie (1652) en Sint Sebastiaan (beide Cornelis Schut, 1650), Job op de mesthoop (Egidius Smeyers, 17de - 18de eeuw), Laat de kleinen tot mij komen (1636) en Sint-Jan op Patmos (17de - 18de eeuw).
- De Heilig Hartkerk van 1973.
- De Christus Koningkerk van 1963.
- Het gemeentehuis uit 1905, in eclectische stijl naar een ontwerp van de Temsese architect Charles Nissens. Het gebouw is opgetrokken in neo-Vlaamserenaissance-stijl[16]
- De neogotische Kapel ter ere van het Heilig Hart in de Nijsstraat. De tekst Ik ben de Weg, de Waarheid en het Leven siert de tussendorpel van deze kapel ter ere van het Heilig Hart. Ze werd in de jaren 20 opgetrokken.[17]
- Het Huis de Klokke[18] is een hoekhuis in rococo met barokelementen. Het werd gebouw tussen 1764 en 1776 in opdracht van toenmalig burgemeester Jan Franciscus van Strydonck. Op de voordeur is het medaillon van een Romeinse keizer vervaardigd door beeldhouwer Philip Nijs.[19]
- Maalderij de Molens van Temse uit 1912. In het vijf bouwlagen tellende gebouw bevindt zich een haverpletter. Volgens de overlevering was er in het verleden een bloemmolen gevestigd.[20]
- De Vlietmolen aan de Wilfordkaai. Het gebouw dateert uit het derde kwart van de 17de eeuw. Het waterrad is vervangen door een klein imitatierad.[21]
- Het Priester Poppemonument van Valeer Peirsman bij de Onze-Lieve-Vrouwekerk. Het standbeeld en bas-reliëf vatten Edward Poppes leven samen. Poppe werd op 3 oktober 1999 zalig verklaard te Rome door paus Johannes-Paulus II. Het monument werd onthuld op 29 april 2000.[22]
- Een bronzen standbeeld van Jommeke door Valeer Peirsman in opdracht van Jef Nys. Het werd onthuld op 27 september 1998.
- De beeldengroep De kaailopers van Valeer Peirsman op de Wilfordkaai. Drie beelden van de beeldengroep zijn gebaseerd op authentieke kaailopers (scheepslossers en -laders van voor de Tweede Wereldoorlog) met name Alfons Gosselin (den bruine), Désiré Aelbrecht (de mekker) en Frans Vervynckt (de schele wringer).[23] De beeldengroep werd officieel onthuld op 25 mei 1991.[19]
- Het Scheldepark en de vijver zijn wat rest van de middeleeuwse burcht van Temse. In het park herinnert het beeldhouwwerk De Leeuw van Vlaanderen van Frans Van Havermaet aan deze periode. De burcht werd eind van de 18de eeuw afgebroken en vervangen door het kasteel. Ook dit kasteel werd later afgebroken voor de bouw van het gemeentelijk zwembad.[24] De familie Janssens de Varebeke was de laatste eigenaar van het kasteeldomein.[19]
- Het Gemeentemuseum bevindt zich in de Kasteelstraat 16 en herbergt een vaste tentoonstelling gewijd aan het thema Temse en de Schelde. Daarnaast bevindt er zich een illustratief archief en een plaatselijk en historisch gebonden bibliotheek.[25] Tevens is er het Priester Poppemuseum, het is gevestigd in zijn geboortehuis in de naar hem vernoemde Priester Poppestraat 35.[26][27]
- De Temsebruggen over de Schelde.

## Natuur en landschap

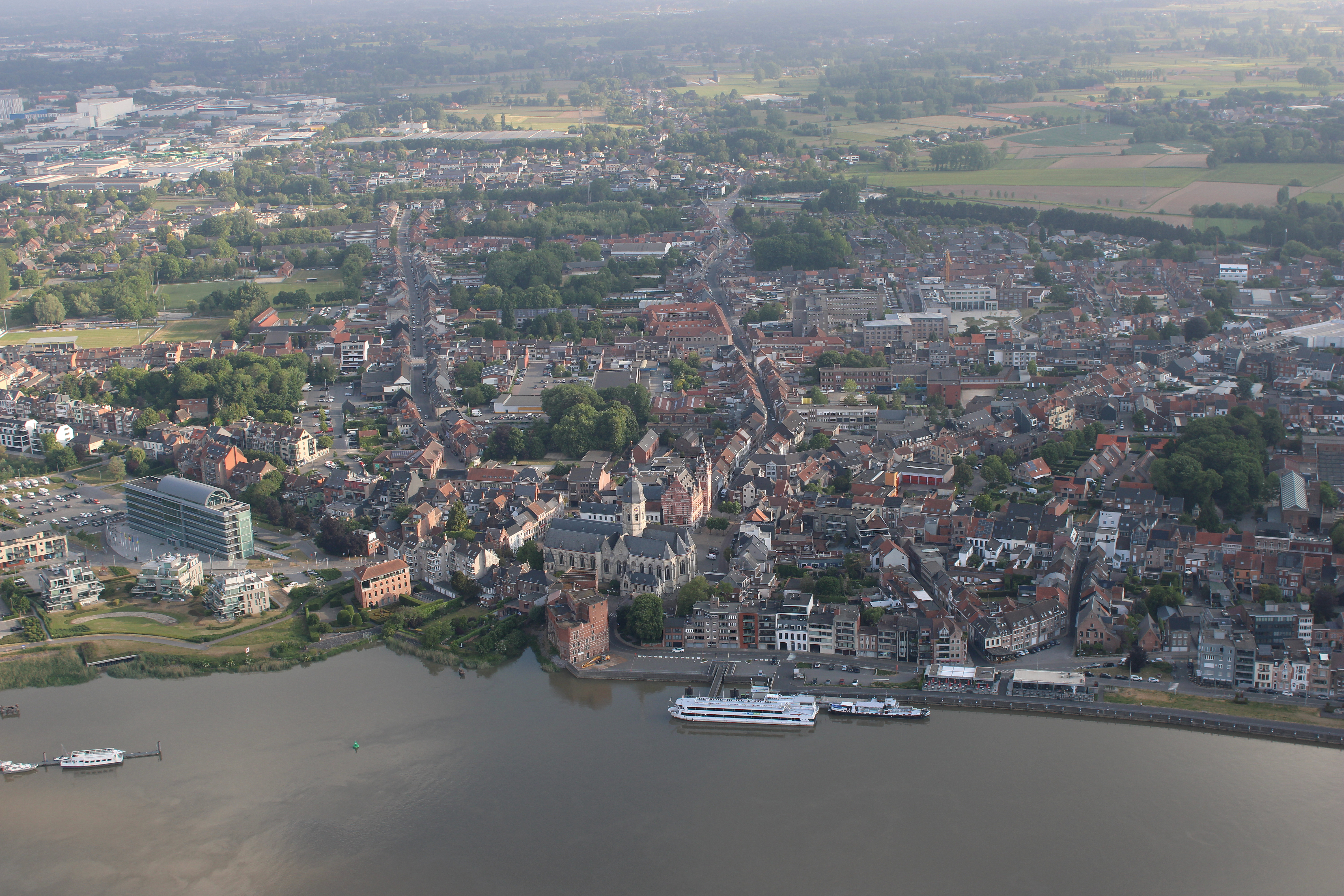
Overzichtsfoto (mei 2025).

Temse ligt aan de Schelde en bezit, vanaf de monding gezien, de eerste brugverbinding over deze rivier. De hoogte bedraagt 2 meter, maar in het noorden ligt de helling van de Cuesta van het Waasland en loopt de hoogte op tot 26 meter. Ten oosten van Temse, langs de Schelde, ligt het natuurgebied Schauselbroek.
In het westen, in de wijk Cauwerburg, vindt men nog het Waesmeer, een groot zwemwater en recreatiedomein om een voormalige kleiput.

## Demografie

### Demografische evolutie voor de fusie
- Bron:NIS - Opm:1831 t/m 1970=volkstellingen op 31 december; 1976= inwonertal per 31 december

### Demografische ontwikkeling van de fusiegemeente
Alle historische gegevens hebben betrekking op de huidige gemeente, inclusief deelgemeenten, zoals ontstaan na de fusie van 1 januari 1977. De cijfers tot 1880 zijn zonder de deelgemeente Steendorp.
- Bronnen:NIS, Opm:1831 tot en met 1981=volkstellingen; 1990 en later= inwonertal op 1 januari

| Inwoners van jaar tot jaar op 1 januari 1992 tot heden | Inwoners van jaar tot jaar op 1 januari 1992 tot heden | Inwoners van jaar tot jaar op 1 januari 1992 tot heden |
| jaar                                                   | Aantal                                                 | Evolutie: 1992=index 100                               |
| ------------------------------------------------------ | ------------------------------------------------------ | ------------------------------------------------------ |
| 1992                                                   | 24.027                                                 | 100,0                                                  |
| 1993                                                   | 24.198                                                 | 100,7                                                  |
| 1994                                                   | 24.382                                                 | 101,5                                                  |
| 1995                                                   | 24.544                                                 | 102,2                                                  |
| 1996                                                   | 24.911                                                 | 103,7                                                  |
| 1997                                                   | 25.109                                                 | 104,5                                                  |
| 1998                                                   | 25.278                                                 | 105,2                                                  |
| 1999                                                   | 25.409                                                 | 105,8                                                  |
| 2000                                                   | 25.533                                                 | 106,3                                                  |
| 2001                                                   | 25.782                                                 | 107,3                                                  |
| 2002                                                   | 25.937                                                 | 107,9                                                  |
| 2003                                                   | 25.980                                                 | 108,1                                                  |
| 2004                                                   | 26.122                                                 | 108,7                                                  |
| 2005                                                   | 26.250                                                 | 109,3                                                  |
| 2006                                                   | 26.287                                                 | 109,4                                                  |
| 2007                                                   | 26.667                                                 | 111,0                                                  |
| 2008                                                   | 27.280                                                 | 113,5                                                  |
| 2009                                                   | 27.748                                                 | 115,5                                                  |
| 2010                                                   | 28.147                                                 | 117,1                                                  |
| 2011                                                   | 28.502                                                 | 118,6                                                  |
| 2012                                                   | 28.889                                                 | 120,2                                                  |
| 2013                                                   | 29.012                                                 | 120,7                                                  |
| 2014                                                   | 29.073                                                 | 121,0                                                  |
| 2015                                                   | 29.182                                                 | 121,5                                                  |
| 2016                                                   | 29.194                                                 | 121,5                                                  |
| 2017                                                   | 29.515                                                 | 122,8                                                  |
| 2018                                                   | 29.528                                                 | 122,9                                                  |
| 2019                                                   | 29.926                                                 | 124,6                                                  |
| 2020                                                   | 30.196                                                 | 125,7                                                  |
| 2021                                                   | 30.287                                                 | 126,1                                                  |
| 2022                                                   | 30.635                                                 | 127,5                                                  |
| 2023                                                   | 31.191                                                 | 129,8                                                  |
| 2024                                                   | 31.271                                                 | 130,1                                                  |
| 2025                                                   | 31.613                                                 | 131,6                                                  |

## Politiek

### Structuur
De gemeente Temse wordt bestuurd door het schepencollege en burgemeester, dit is de uitvoerende macht op lokaal niveau. Bestuurlijk valt de gemeente onder het Bestuurlijk arrondissement Sint-Niklaas van de provincie Oost-Vlaanderen.
De wetgevende macht op lokaal niveau is de gemeenteraad. De gemeente valt onder het kieskanton Temse bij verkiezingen voor de verschillende niveaus. Voor de verkiezing van de provincieraad is de gemeente ingedeeld in het provinciedistrict Sint-Niklaas in het kiesarrondissement Dendermonde-Sint-Niklaas. Bij de verkiezingen voor de Kamer van volksvertegenwoordigers en het Vlaams Parlement in de kieskring Oost-Vlaanderen. Voor de verkiezingen van de Senaat (tot 2012) en het Europees Parlement behoort de gemeente tot het Nederlands kiescollege.
| Temse            | Temse            | Supranationaal         | Nationaal                         | Nationaal                 | Gemeenschap               | Gewest                    | Provincie                 | Arrondissement           | Provinciedistrict | Kanton          | Gemeente        |
| ---------------- | ---------------- | ---------------------- | --------------------------------- | ------------------------- | ------------------------- | ------------------------- | ------------------------- | ------------------------ | ----------------- | --------------- | --------------- |
| Administratief   | Niveau           | Europese Unie          | België                            | België                    | Vlaanderen                | Vlaanderen                | Oost-Vlaanderen           | Sint-Niklaas             | Sint-Niklaas      | Sint-Niklaas    | Temse           |
| Administratief   | Bestuur          | Europese Commissie     | Belgische regering                | Belgische regering        | Vlaamse regering          | Vlaamse regering          | Deputatie                 | Deputatie                | Deputatie         | Deputatie       | Gemeentebestuur |
| Administratief   | Raad             | Europees Parlement     | Kamer van volksvertegenwoordigers | Vlaams Parlement          | Vlaams Parlement          | Vlaams Parlement          | Provincieraad             | Provincieraad            | Provincieraad     | Provincieraad   | Gemeenteraad    |
| Kiesomschrijving | Kiesomschrijving | Nederlands Kiescollege | Kieskring Oost-Vlaanderen         | Kieskring Oost-Vlaanderen | Kieskring Oost-Vlaanderen | Kieskring Oost-Vlaanderen | Kieskring Oost-Vlaanderen | Dendermonde-Sint-Niklaas | Sint-Niklaas      | Temse           | Temse           |
| Verkiezing       | Verkiezing       | Europese               | Federale                          | Federale                  | Vlaamse                   | Vlaamse                   | Provincieraads-           | Provincieraads-          | Provincieraads-   | Provincieraads- | Gemeenteraads-  |

Voor de legislatuur 2024-2030 bestaat het bestuur uit een coalitie van de kartellijst CD&V - Open Vld en de lijst TESAMEN (Vooruit, Groen en onafhankelijken), die samen 18 op 31 zetels hebben.
| College van burgemeester en schepenen | College van burgemeester en schepenen |
| ------------------------------------- | --- |
| Burgemeester                          | Hugo Maes (CD&V - Open Vld) |
| Schepenen                             | 1. Bert Bauwelinck (TESAMEN) 2. Debby Vermeiren (CD&V - Open Vld) 3. Wim Van Rossen (CD&V - Open Vld) 4. Ingrid Deschepper (CD&V - Open Vld) 5. Bart Van Geyt (CD&V - Open Vld) 6. Brigitte Caura (TESAMEN) 7. Patrick Vermeulen (CD&V - Open Vld) |

### (Voormalige) Burgemeesters
| Tijdspanne | Tijdspanne  | Burgemeester                            |
| ---------- | ----------- | --------------------------------------- |
|            | 1800 - 1814 | Jan Emmanuel Braeckman                  |
|            | 1814 - 1825 | Augustien Van Strydonck                 |
|            | 1825 - 1830 | Pierre Joseph Van den Broeck (orangist) |
|            | 1830 - 1837 | Augustien Van Strydonck                 |
|            | 1838 - 1848 | Jean Eduard De Coninck                  |
|            | 1848 - 1873 | Jozef Braeckman                         |
|            | 1874 - 1887 | August Wauters (Kath. Partij)           |
|            | 1888        | Polydoor Van Raemdonck (Kath. Partij)   |
|            | 1888 - 1904 | Dionysius Andries (Kath. Partij)        |
|            | 1905 - 1919 | Jozef Wauters (Kath. Partij)            |
|            | 1919 - 1920 | Paul Van De Perre (waarnemend)          |

| Tijdspanne | Tijdspanne   | Burgemeester                              |
| ---------- | ------------ | ----------------------------------------- |
|            | 1920 - 1923  | Alfred Andries (Kath. Partij)             |
|            | 1923 - 1932  | Albert Wilford (Kath. Partij)             |
|            | 1933 - 1943  | Frans Boel (Kath. Partij, KVV)            |
|            | 1944         | Juul De Frangh (VNV, oorlogsburgemeester) |
|            | 1945 - 1946  | Edward Cornelis (waarnemend)              |
|            | 1947 - 1952  | Georges Hebbinckuys (CVP)                 |
|            | 1953 - 1954  | Albert De Ryck (CVP)                      |
|            | 1955 - 1982  | August Maes (CVP)                         |
|            | 1983 - 1992  | Désiré Van Riet (CVP)                     |
|            | 1993 - 2022  | Luc De Ryck (CVP / CD&V)                  |
|            | 2022 - heden | Hugo Maes (CD&V)                          |

### Geschiedenis

#### Legislatuur 1921 - 1926
Bij de verkiezingen van april 1921 werd de lijst van de BWP door het kiescollege onder leiding van waarnemend vrederechter Paul Van De Perre niet aanvaard. Deze beslissing werd door de bestendige deputatie van Oost-Vlaanderen ongedaan gemaakt en in juli werden opnieuw verkiezingen gehouden. De katholieke partij met als lijsttrekker burgemeester Alfred Andries behaalde met 8 zetels de absolute meerderheid. De BWP met als lijsttrekker Kamerlid Bernard Van Hoeylandt behaalde 4 zetels en de liberale partij 1 zetel. Alfred Andries werd opnieuw benoemd als burgemeester. De katholieken Leo De Ryck, Albert Wilford en Isidoor Huys werden verkozen als schepen. In 1922 overleed Leo De Ryck en werd hij als schepen vervangen door De Caluwé. Eind 1923 overleed burgemeester Alfred Andries. Hij werd eind 1923 opgevolgd door Albert Wilford, die als schepen vervangen werd door Edward Cornelis.

#### Legislatuur 1927 - 1932
De katholieke partij met als lijsttrekker uittredend burgemeester Albert Wilford behaalde bij de verkiezingen van 1926 met 8 zetels op 13 opnieuw de absolute meerderheid. Albert Wilford bleef burgemeester, de katholieken Pieter Bolsens, Edward Cornelis en Isidoor Huys werden verkozen als schepen.

#### Legislatuur 1933 - 1938
De katholieke partij met als lijsttrekker Frans Boel behaalde bij de verkiezingen van 1932 met 8 zetels op 13 de absolute meerderheid. Frans Boel werd burgemeester, de katholieken Florent Beeckx, Edward Cornelis en Pieter Bolsens werden verkozen als schepen. Florent Beeckx overleed eind 1937 en werd als schepen vervangen door Alfons Van Britsom.

#### Legislatuur 1939 - 1946
De lijst Koncentratie, een kartel van de katholieke partij en het VNV behaalde bij de verkiezingen van 1938 de absolute meerderheid. Frans Boel bleef burgemeester, Pieter Bolsens, Edward Cornelis en Alfons Van Britsom schepen. In 1941 werd het volledig katholieke schepencollege op Frans Boel na vervangen. Juul De Frangh, Frans Smet (beiden VN) en Jean Boeykens werden schepen. Frans Boel overleed in 1943 en werd als burgemeester vervangen door schepen Juul De Frangh. Die bleef burgemeester tot de Bevrijding in september 1944. Edward Cornelis werd aangesteld als waarnemend burgemeester.

#### Legislatuur 1947 - 1952
De CVP behaalde met 9 zetels op 13 de absolute meerderheid. Lijsttrekker Georges Hebbinckuys, Albert De Ryck en August Verhulst werden verkozen tot schepen. Georges Hebbinckuys werd benoemd tot burgemeester en als schepen vervangen door Arthur Canfijn.

#### Legislatuur 1953 - 1958
Burgemeester Hebbinckuys was geen kandidaat meer. De CVP behaalde met 8 zetels op 13 opnieuw de absolute meerderheid. Lijsttrekker en eerste schepen Albert De Ryck werd burgemeester. Arthur Canfijn, August Maes en August Verhulst werden verkozen als schepen. Eind 1954 nam De Ryck ontslag. Hij werd als burgemeester opgevolgd door schepen August Maes, die als schepen opgevolgd werd door Fernand Schuerman.

#### Legislatuur 1959 - 1964
De CVP met lijsttrekker uittredend burgemeester August Maes behaalde met 8 zetels op 13 opnieuw de absolute meerderheid. Felix Bulteel, August Verhulst en Fernand Schuerman werden verkozen tot schepen.

#### Legislatuur 2007 - 2012
In de legislatuur 2007 - 2012 werd de gemeente bestuurd door een coalitie van CD&V en Open Vld met Luc De Ryck (CD&V) als burgemeester, een functie die hij uitoefent sinds hij partijgenoot Désiré Van Riet (CVP) in 1993 opvolgde. De Ryck behaalde meer dan 3.500 voorkeurstemmen.

#### Legislatuur 2013 - 2018
In de aanloop naar de verkiezingen werd bekend dat voormalig volksvertegenwoordiger en schepen Ingrid Meeus (Open Vld) zich niet opnieuw verkiesbaar zou stellen. Lijsttrekkers waren zittend burgemeester Luc De Ryck voor CD&V, voormalig 1e schepen Patrick Vermeulen voor Open Vld, Bert Bauwelinck (sp.a) voor het progressieve kartel sp.a-Groen, Geert Vandersickel voor N-VA en Anne-Marie Peeters-Muyshondt voor Vlaams Belang. Luc De Ryck (CD&V) bleef burgemeester, hij leidt een coalitie bestaande uit CD&V en N-VA. Samen vormen ze de meerderheid met 18 op 29 zetels.

#### Legislatuur 2018 - 2024
Na de lokale verkiezingen van oktober 2018 werd een coalitie gevormd tussen CD&V, N-VA en Open Vld, die een meerderheid hadden van 19 op 29 zetels. Luc De Ryck (CD&V) bleef burgemeester, tot hij op 1 juni 2022 zoals vooraf afgesproken de sjerp doorgaf aan zijn partijgenoot en schepen Hugo Maes.

### Uitslagen gemeenteraadsverkiezingen

##### Vóór de fusie van 1976
Onderstaande tabel toont de evolutie in de zetelverdeling van de gemeenteraad van Temse tussen 1921 en 1964.
| Partij | Partij                      | 1921 | 1926 | 1932 | 1938 | 1946 | 1952 | 1958 |
| ------ | --------------------------- | ---- | ---- | ---- | ---- | ---- | ---- | ---- |
|        | KVB1 / Koncentratie2 / CVP3 | 81   | 81   | 81   | 82   | 93   | 83   | 103  |
|        | LP                          | 1    | 1    | 1    | 1    | 0    | 1    | 0    |
|        | BWP1 / BSP2                 | 4    | 41   | 41   | 41   | 42   | 42   | 32   |
| Totaal | Totaal                      | 13   | 13   | 13   | 13   | 13   | 13   | 13   |

bron: De getallen zijn gebaseerd op de Gazette van Temsche. De zetels van de gevormde coalitie krijgen als achtergrondkleur de partijkleur. De zetels van de lijst die de burgemeester levert, staan vetjes afgedrukt.

##### Sinds de fusie van 1976
| Partij / Kartel         | Partij / Kartel                                  | 10-10-1976 | 10-10-1976 | 10-10-1982 | 10-10-1982 | 9-10-1988 | 9-10-1988 | 9-10-1994 | 9-10-1994 | 8-10-2000 | 8-10-2000 | 8-10-2006 | 8-10-2006 | 14-10-2012 | 14-10-2012 | 14-10-2018 | 14-10-2018 | 13-10-2024 | 13-10-2024 |
| Stemmen / Zetels        | Stemmen / Zetels                                 | %          | 27         | %          | 27         | %         | 27        | %         | 27        | %         | 29        | %         | 29        | %          | 29         | %          | 29         | %          | 31         |
| ----------------------- | ------------------------------------------------ | ---------- | ---------- | ---------- | ---------- | --------- | --------- | --------- | --------- | --------- | --------- | --------- | --------- | ---------- | ---------- | ---------- | ---------- | ---------- | ---------- |
|                         | SP1 / sp.a-spirit2 / sp.a-GroenB / TESAMENC      | 21,641     | 6          | 24,341     | 7          | 21,91     | 6         | 15,231    | 4         | 14,031    | 4         | 13,572    | 4         | 17,51B     | 5          | 13,53      | 4          | 20,1C      | 6          |
|                         | Agalev1/ Groen!2/ sp.a-GroenB / Groen3/ TESAMENC | -          |            | 5,111      | 0          | 6,31      | 1         | 6,791     | 1         | 8,351     | 2         | 6,692     | 1         | 17,51B     | 5          | 9,43       | 2          | 20,1C      | 6          |
|                         | PVV1/ VLD2/ Open Vld3/ CD&V-Open VldD            | 11,851     | 2          | 10,981     | 3          | 12,491    | 3         | 18,092    | 5         | 26,222    | 8         | 18,472    | 5         | 13,393     | 3          | 14,93      | 4          | 37,0D      | 12         |
|                         | CVP1/ CD&V-N-VAA/ CD&V2/ CD&V-Open VldD          | 50,11      | 15         | 37,831     | 12         | 41,211    | 13        | 36,781    | 13        | 28,231    | 9         | 36,55A    | 12        | 33,212     | 11         | 24,52      | 8          | 37,0D      | 12         |
|                         | VU1/ TEST2/ CD&V-N-VAA/ N-VA3                    | 15,091     | 4          | 13,11      | 3          | 5,991     | 1         | 2,551     | 0         | 3,142     | 0         | 36,55A    | 12        | 22,393     | 7          | 21,73      | 7          | 22,03      | 7          |
|                         | Vlaams Blok1/ Vlaams Belang2                     | -          |            | -          |            | -         |           | 13,131    | 3         | 20,021    | 6         | 24,182    | 7         | 13,502     | 3          | 15,32      | 4          | 20,92      | 6          |
|                         | GEMBEL                                           | -          |            | 8,37       | 2          | 11,49     | 3         | 5,8       | 1         | -         |           | -         |           | -          |            | -          |            | -          |            |
|                         | Anderen(*)                                       | 1,32       | 0          | 0,29       | 0          | 0,61      | 0         | 1,63      | 0         | -         |           | 0,54      | 0         | -          |            | 0,7        | 0          | -          |            |
| Totaal stemmen / Zetels | Totaal stemmen / Zetels                          | 15360      | 15360      | 16205      | 16205      | 16681     | 16681     | 17106     | 17106     | 18044     | 18044     | 19052     | 19052     | 19799      | 19799      | 20600      | 20600      | 13548      | 13548      |
| Opkomst %               | Opkomst %                                        |            |            |            |            | 95,32     | 95,32     | 94,24     | 94,24     | 93,56     | 93,56     | 94,66     | 94,66     | 91,08      | 91,08      | 92,9       | 92,9       | 59,4       | 59,4       |
| Blanco en ongeldig %    | Blanco en ongeldig %                             | 2,7        | 2,7        | 3,82       | 3,82       | 3,87      | 3,87      | 3,68      | 3,68      | 3,4       | 3,4       | 3,2       | 3,2       | 2,6        | 2,6        | 3,2        | 3,2        | 1,1        | 1,1        |

De zetels van de gevormde coalitie staan vetjes afgedrukt. De grootste partij staat in kleur. (*) 1976: PVDA / 1982: PVDA / 1988: KP-PVD / 1994: W.O.W. / 2006: Vivant / 2018: PATRICK

## Natuur
Temse is gelegen langs de Schelde. Langs de oevers van de Schelde is er een groot slik- en schorregebied gelegen ter hoogte van het Kijkverdriet. Samen met onder andere het park van Temse, de Schauselbroekpolder en het Fort van Steendorp vormt dit een groot aaneengesloten natuurgebied met nestgelegenheid voor vele vogelsoorten. Het Fort van Steendorp is eveneens gekend als overwinteringsplaats en vijfsterrenhotel voor vleermuizen.
Ons Streven vzw en natuurpunt WAL zijn actieve plaatselijke natuurverenigingen. Ecotest vzw is als onafhankelijke natuurvereniging actief geweest sinds de jaren 1980 voor de bevordering van de natuurwaarden, maar is in de jaren 2000 opgegaan in de regionale afdeling van natuurpunt.
Ook is er het provinciaal domein De Roomakker in deelgemeente Tielrode.

## Cultuur

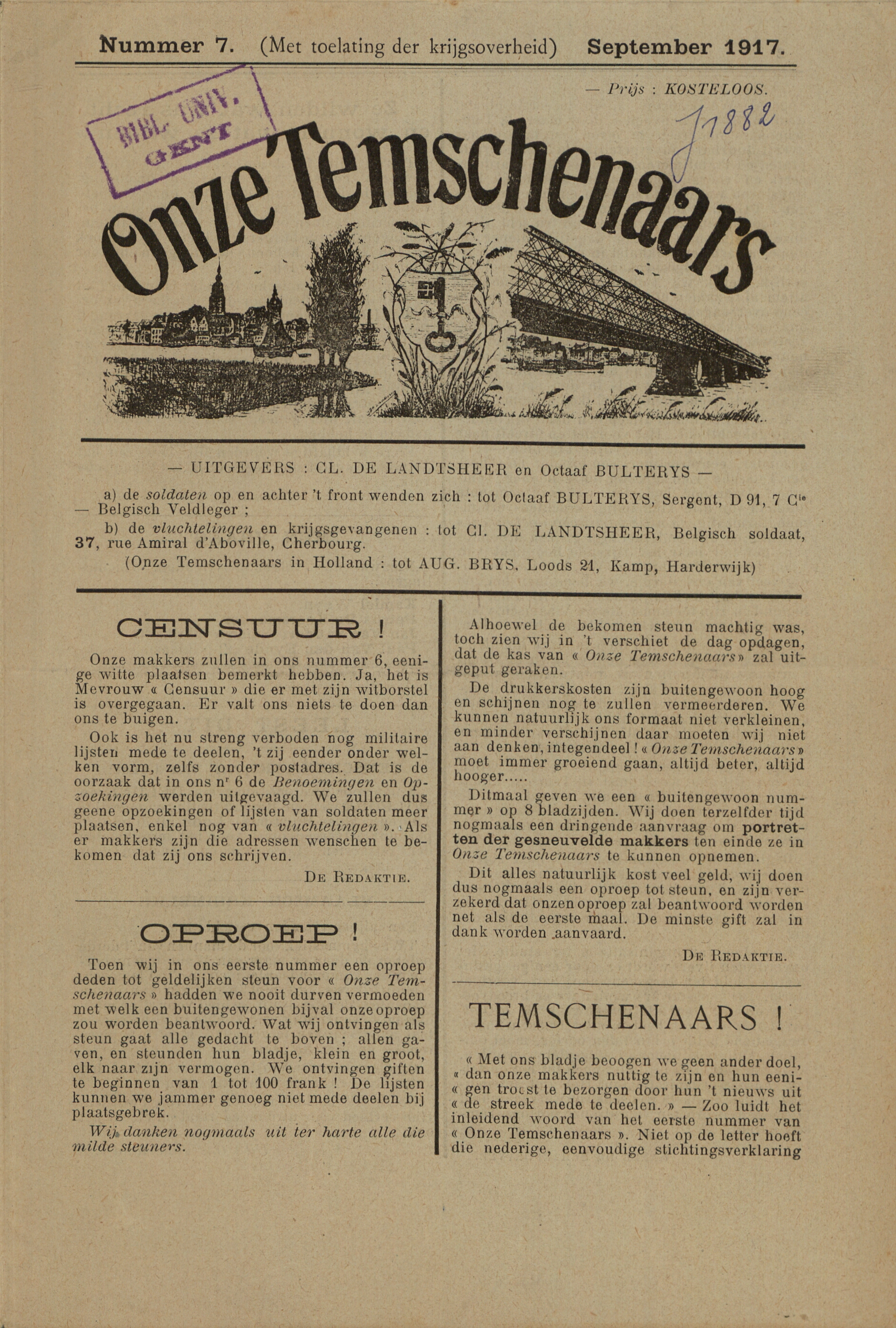
Fragment uit Onze Temschenaars, de Temse krant uit het jaar 1917. Bewaard in de Universiteitsbibliotheek Gent.

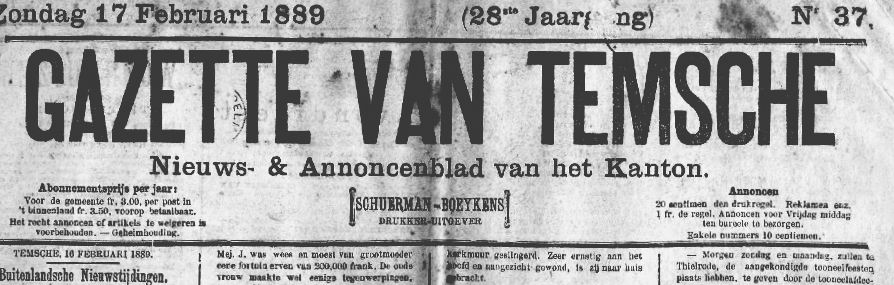
De Gazette van Temsche was het lokale blad, met een dagelijkse editie

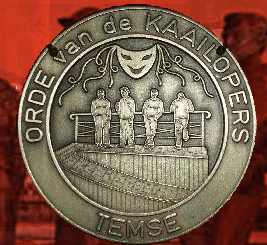
Orde van de kaailopers

### Kranten
Temse had vroeger verschillende kranten. De Gazette van Temsche, later Nieuwsblad van Temsche verscheen tussen 1861 en 1960 en werd uitgegeven door de familie Schuerman. De Schelde werd tussen 1882 en 1940 uitgegeven door de familie De Landsheer. Beide kranten verschenen op weekbasis. Tijdens de Eerste Wereldoorlog startte Octaaf Bulterys het frontblaadje Onze Temschenaars met nieuws van het front en van Temse. Clemens De Landtsheer schreef de meeste teksten, deed het zet- en drukwerk en was mede-uitgever van deze gratis krant. Als de gebroeders Van Raemdonck sneuvelen is de oplage 2000 exemplaren. De krant verscheen tussen 1917 en 1919 en werd verspreid aan het front, in Temse en in vluchtelingen uit Temse in Nederland. Sinds eind 2023 is er het tweewelijks krantje De Gazet van Temst, een uitbreiding van de onlinekrant Editietemse.be dat bestaat sinds 2008.

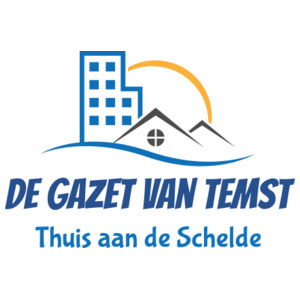

### Spotnaam
Spotnaam voor de inwoners van Temse is azijnzekers als gevolg van de vele azijnbrouwerijen die er in de 18e eeuw ontstonden. Deze naam houdt mogelijk verband met het dialectwoord azijnzeiker of azijnpisser, dat "zuurpruim" betekent. Een andere bijnaam is tuysscher, iemand die met dobbelstenen speelt. Van beide bijnamen werden door Valeer Peirsman op de beelden gemaakt, die op de Wilfordkaai werden geplaatst. 
In het plaatselijke dialect heet de plaats Temst.

### Stripgemeente
Temse is ook bekend als stripgemeente en speelde een rol in verschillende stripverhalen: Tazuur en Tazijn (Suske en Wiske - Paul Geerts & Marc Verhaegen, 1991), Haaiman (Kiekeboe - Merho, 1993), Het zevende zwaard (Jommeke - Jef Nys, 1993), De waterdemon (De Rode Ridder - Karel Biddeloo, 1996), en De vloek van Myra (Figaro - Steve Van Bael, 2011). Daarnaast was er de uitgave Het schone avontuur van een bakkersjongen (1960) over de Temse priester Edward Poppe van Jef Nys en is de Temse politicus Luc De Ryck te zien op de covers van Bij verdiensten (Kiekeboe - Merho, 2007) en De slungel van de jungle (De avonturen van Urbanus - Urbanus & Willy Linthout, 2008). Daarnaast speelde De Ryck een rol in het eerder genoemde Suske en Wiske-album Tazuur en Tazijn.
Ook vindt er jaarlijks een stripexpo plaats. Op de 5de verdieping van AC De Zaat bevindt zich een basreliëf van de Jommeke-figuren gecreëerd door beeldhouwer Harry Verbeke en aan de bibliotheek staat het standbeeld van Jommeke van de Temse beeldhouwer Valeer Peirsman. Hij creëerde o.a. het standbeeld van Jommeke in Middelkerke, in 2007 vervaardigde hij in opdracht van de gemeente Zoersel het beeld van Marcel Kiekeboe en in opdracht van de gemeente Kalmthout de buste van Willy Vandersteen. Hij maakte ook de beeldengroep De kaailopers op de Wilfordkaai.

### Muziek
Briqueville is een mysterieuze Belgische postmetal-band uit deelgemeente Steendorp, opgericht rond 2006 en debuutalbum in 2014. De leden hullen zich tijdens optredens in lange gewaden en dragen maskers, zodat niet gekend is wie de leden van de band zijn. Clement D'Hooghe (1899 - 1951) is dan weer een bekende componist, organist en dirigent, afkomstig  uit de gemeente en met een zeer groot en gevarieerd oeuvre.

### Uitgaan

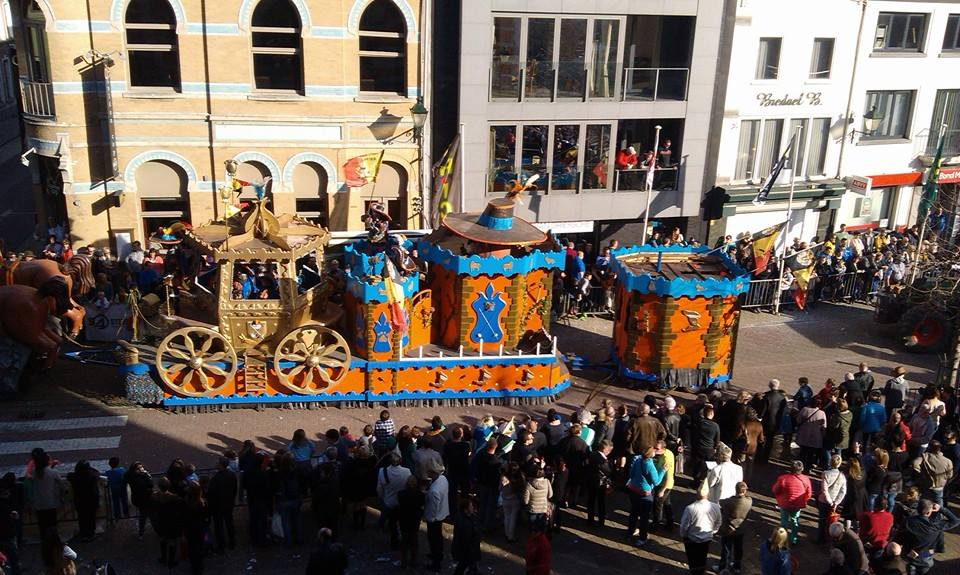
Carnaval in Temse (maart 2015)

Het carnaval vindt jaarlijks plaats op de derde zater-, zo- en maandag na aswoensdag. De stoet gaat op zondag uit. Ook in twee van de drie deelgemeenten viert men carnaval. In Steendorp de zaterdag voor aswoensdag en in Tielrode het weekend na aswoensdag. Voorts worden er jaarlijks verschillende evenementen georganiseerd zoals Temse op wielen en Temse in de wolken.

## Religie & levensbeschouwing

### Katholicisme
De gemeente ligt in de parochie Kruibeke/Temse (het vroegere dekenaat Temse) in het dekenaat Sint-Niklaas in het bisdom Gent. De patroonheilige van Temse is Sint-Amelberga die er de eerste parochie stichtte rond 770. Dat was meteen ook de oudste parochie in het Waasland. Ter ere van haar wordt jaarlijks enkele malen de Wegom gewandeld. De gemeente telt 7 kerken. Op de markt is de Onze-Lieve-Vrouwkerk gevestigd, daarnaast zijn er de Heilig Hartkerk te Cauwerburg, de Christus Koningkerk te Hollebeek en de Sint-Jozefkerk te Velle. In de deelgemeenten bevinden zich de Sint-Jan-Evangelistkerk (Steendorp), de Sint-Margarethakerk (Elversele) en de Sint-Pieterskerk (Tielrode). Op termijn is het de bedoeling dat alleen de Onze-Lieve-Vrouwkerk en de Sint-Pieterskerk als kerk overblijven.

### Islam
Er zijn drie moskeeën in de gemeente gevestigd, waaronder twee in Turkse traditie en één in Marokkaanse traditie.

## Mobiliteit

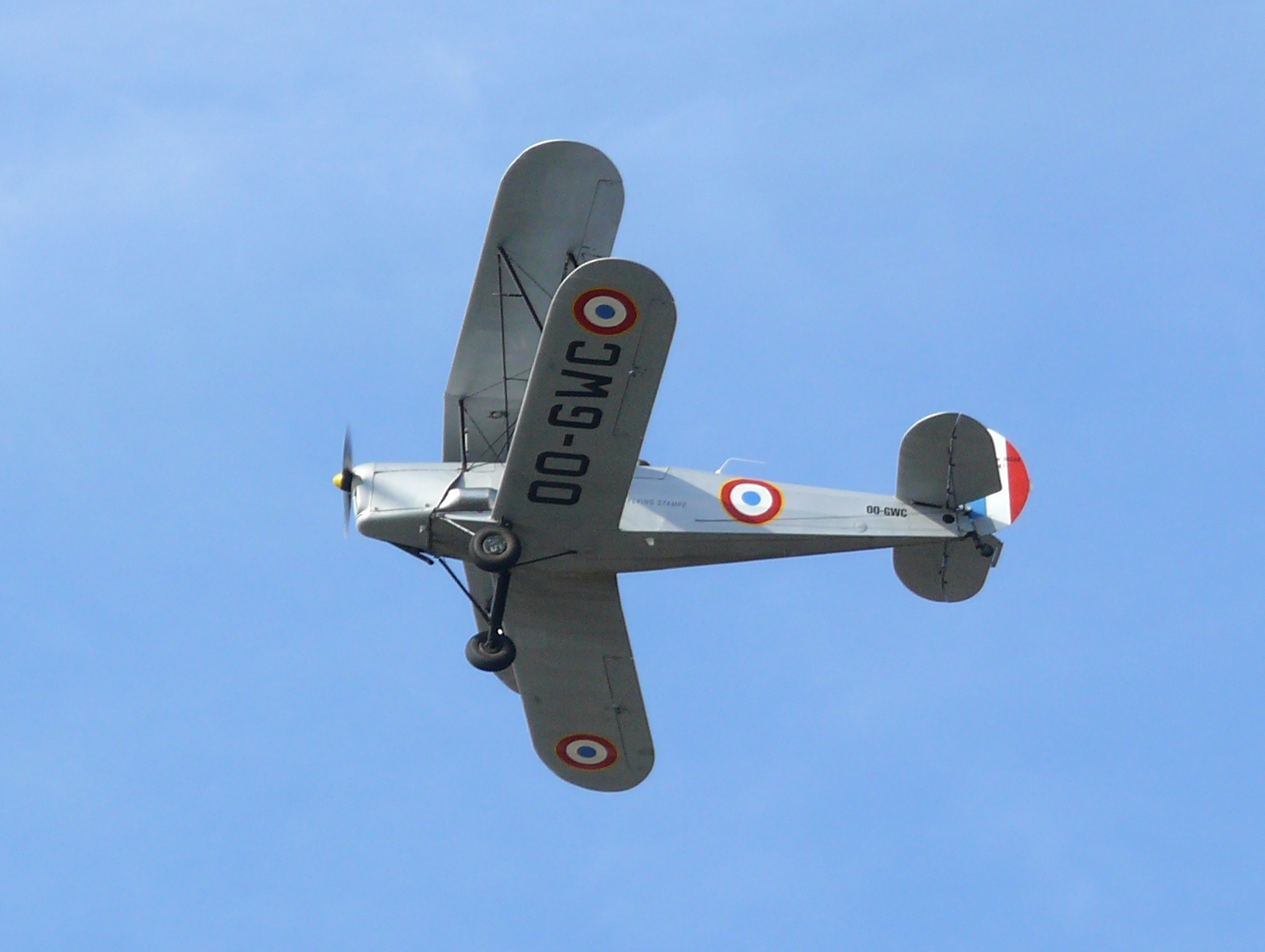
Stampe & Vertongen SV.4A (OO-GWC) tijdens de festiviteiten van de Temse Vliegweek in september 2014

### Scheldebrug
Temse is bekend om de Temsebrug, de dubbele brug over de Schelde, waaronder de eerste brug ontworpen in 1870, door de Franse architect en ingenieur Gustave Eiffel. De brug is de langste van België (brug uit 1955 met lengte van 365 meter, brug uit 2009 met lengte van 374 meter) en is tevens een belangrijke transportverbinding tussen Oost-Vlaanderen en Antwerpen voor trein- en wegvervoer.

### Belangrijke verkeersaders
De gemeente Temse is bereikbaar via de autosnelweg E17, afrit 15a (Haasdonk), 15 (Sint-Niklaas, Temse) of 14 (Sint-Niklaas-West). Bovendien loopt de gewestweg N16 dwars door het hart van de gemeente. Deze laatste weg steekt de Schelde over via de Scheldebrug. Gewestweg N41 loopt door deelgemeente Elversele en steekt de Durme over richting Dendermonde.

### Spoorwegen
In tegenstelling tot de vergelijkbare buurgemeenten Hamme en Kruibeke heeft de gemeente Temse een eigen spoorwegstation. Er zijn rechtstreekse verbindingen met Sint-Niklaas, Mechelen en Leuven.
Ter herdenking van de 100-jarige verjaardag van de 'val van Antwerpen', was er op 4 oktober 2014 een historische treinrit gepland tussen Antwerpen en Temse met (de laatste actieve) stoomlocomotief 41.195 uit de tijd van de Eerste Wereldoorlog. Een panne van de stoomtrein gooide echter roet in het eten en het evenement moest afgelast worden.

#### Buurtspoorweg
Vanaf 1904 tot 1952 reed hier ook tramlijn H Van Hamme naar Antwerpen-Linkeroever.

## Economie
Vanaf de 13e eeuw kende Temse, samen met Rupelmonde, een bloeiperiode dankzij haar gunstige ligging aan de Schelde.
In het tweede kwart van de negentiende eeuw ontwikkelde de gemeente zich tot een industriecentrum. Zo werd er door de Engelsman Willam Wilford een zeildoekfabriek gesticht. Vervolgens ontstonden er tal van weverijen en spinnerijen. De textielnijverheid ging echter volledig teloor. Temse werd vooral bekend omwille van de Boelwerf. Voor de reconversie van de site van de Boelwerf voorziet het project de Zaat in een ruimte voor nieuwe bedrijven, het nieuwe gemeentehuis en een gehele nieuwe wijk met park.
In Temse ligt tussen de N16 en de E17 de industriezone T.T.S. (Temse, Tielrode, Sint-Niklaas), waar meer dan tweehonderd bedrijven zijn gevestigd.

## Onderwijs
In 1844 kwamen op vraag van de pastoor van Temse de Zusters van Vincentius a Paulo naar Temse om onderwijs voor meisjes in te richten. Dertig jaar later bouwen de zusters een klooster en een school. Ze bieden oorspronkelijk lager onderwijs aan, maar later wordt ook secundaire onderwijs aangeboden in de Beroepsschool Sint-Amelberga, wat later omgedoopt werd in het Instituut Sinte-Amelberga. De school werd in 1983 gemengd en bleef groeien, wat leidde tot een nieuwbouw in 1987. In 1997 fusioneerde de secundaire school met het Sint-Willebrordusinstituut, maar het leerlingenaantal begon te dalen wat in 2010 leidde tot de sluiting van de school door gebrek aan leerlingen.
In 1896 kwamen de Broeders van Liefde naar Temse. Ze hielden zich bezig met de organisatie van onderwijs in het Sint-Willebrordus Gesticht, wat later omgedoopt werd in het Sint-Willebrordusinstituut. Dit was oorspronkelijk een jongensschool, dit zowel voor lager onderwijs als voor lager secundair onderwijs. In 1997 fusioneerde de middelbare school met het Instituut Sinte-Amelberge. De Broeders van Liefde richtten ook een vrije vakschool op, die later omgedoopt werd tot Vrij Technisch Instituut. Deze school fusioneerde in 1986 met het Sint-Willebrordusinstituut.
In 1948 besliste toenmalig minister van Onderwijs Camille Huysmans om een Rijksmiddelbare school op te richten in Temse, de Rijksmiddenschool (R.M.S) Temse. Deze school bestaat ondertussen uit twee secundaire onderwijsinstellingen, met name Lyceum aan de Stroom en een vestiging van Scholen Da Vinci, beide behorend tot de 'gemeenschapsonderwijs scholengroep Waasland'.

## Gezondheidszorg
In Temse was een ziekenhuis Sint-Elisabeth en een materniteit Sint-Gabriël gevestigd. In 1977 werd ter vervanging van deze beide een nieuw gebouwd ziekenhuis geopend, De Pelikaan. Dit is heden een campus van het Algemeen Ziekenhuis Nikolaas.

## Sport
Temse telde verscheidene clubs die in hogere afdelingen in competitieverband speelden. Volleybalclub VC Temse speelde zowel met de mannen als de vrouwen verschillende jaren in de hoogste afdeling. De vrouwenploeg werd tweemaal kampioen van België en won driemaal de beker van België. De gemeentelijke voetbalclub KSV Temse, ontstaan uit de fusie van Temsche SK en KFC Temsica in 1945, speelde vijf seizoenen in de derde klasse. Zaalvoetbalclub BST Temse speelde een seizoen in de eerste klasse.
De schaakclub Boey Temse speelde vele jaren in de eerste klasse en was drie maal op rij vicekampioen. Volleybalclub VV Temse speelde sinds 2007 enkele seizoenen in 1e nationale. Krachtbalclub KBK Temse won in 1996 de Beker van België en speelde tussen 1996 en 2017 21 seizoenen onafgebroken in de hoogste afdeling. Korfbalclub KC Temse speelde twee seizoenen in de hoogste afdeling van het veldkorfbal.
Ook werd er op 29 mei 2009 de Ronde van België georganiseerd in Temse. De eindstreep vond plaats op de Frank Van Dijckelaan.

## Temsenaren

### Geboren
Door de aanwezigheid van de materniteit Sint-Gabriël (1936-1977) en de materniteitsafdeling van ziekenhuis De Pelikaan (1977-1988) binnen de gemeentegrenzen van Temse lag het aantal geboortes tijdens die periode in deze gemeente hoog. Sommigen daarvan woonden nooit in Temse. Sinds de sluiting van de materniteit zijn er bijna geen geboortes meer in Temse.
- Amelberga van Temse (? - 772), heilige
- Philips Alexander Nijs (1724-1805), beeldhouwer
- Augustien Van Strydonck (1782-1837), politicus en rentenier
- Jozef Braeckman (1803-1894), politicus
- Benedict Wittock (1809-1878), industrieel[67]
- August Wauters (1814-1887), politicus en industrieel
- August Sloor (1831-1912), schilder[68]
- Polydoor Van Raemdonck (1837-1888), politicus
- Frans Smet-Verhas (1851-1925), architect
- Arthur Wilford (1851-1926), pianist en componist
- Jozef Wauters (1855-1919), politicus
- August De Bats (1856-1937), kunstschilder
- Charles Nissens (1858-1919), architect
- Alfred Andries (1864-1923), politicus en industrieel
- Florent Beeckx (1869-1937), politicus en industrieel
- Willem Verbruggen (1872-1931), werktuigkundige
- Paul Van De Perre (1876-1857), politicus en notaris
- Triphon De Smet (1877-1943), architect[69]
- Frans Boel (1876-1943), politicus en ondernemer
- August Wittock (1881-1937), industrieel en consul-generaal van Oostenrijk[67]
- Karel Aubroeck (1884-1986), beeldhouwer
- Juul De Frangh (1885-1950), politicus en collaborateur
- Edward Poppe (1890-1924), priester
- Leo De Nayer (1892-1918), soldaat en dichter[70]
- Clemens De Landtsheer (1894-1984), cineast en stichter Yzerbedevaart
- Lambert De Maere (1897-1967), politicus
- Hyacinthe Roosen (1897-1967), worstelaar
- Clemens D'Hooghe (1899-1951), toondichter[71]
- Jozef Van Cleemput (1903-1967), politicus en syndicalist
- Jan Vercammen (1906-1984), auteur en dichter
- de gebroeders Van Raemdonck, gesneuvelden Eerste Wereldoorlog
- August Maes (1909-1996), politicus en handelaar
- Hector Riské (1910-1984), worstelaar
- Albert De Ryck (1916-1983), politicus en syndicalist
- Jerome Riské (1919-2000), worstelaar en turner
- Gabriel De Pauw (1924-2000), schilder
- Nini Bulterijs (1929-1989), componiste en pianiste
- Jacques Raymond (1938), zanger
- Martin Gyselinck (1940), acteur (o.a. Ward uit Bompa en Chez Bompa Lawijt)
- Bob Van Reeth (1943), architect
- Gerald Pepermans (1945-2019), drummer van The Jokers
- José De Cauwer (1949), wielrenner, ploegleider, VRT-sportcommentator
- Luc De Ryck (1949), politicus en onderwijzer
- Hec Leemans (1950), tekenaar (o.a. de FC De Kampioenen-strips en W817)
- Isidore Weemaes (1950), wielrenner
- Franky De Gendt (1952), wielrenner
- Jan Van Landeghem (1954), componist, organist en koordirigent
- Herman Vermeulen (1954), voetballer
- Anne Van Lancker (1954), politica en voorzitster SV / zij-kant
- Marc Dierickx (1954), wielrenner
- Jan Bogaert (1957-2024), wielrenner
- Gerd Nonneman (1959), arabist en hoogleraar in Doha[72]
- Karl Meersman (1961), karikaturist
- Ignace Van de Woestyne (1963), econoom en hoogleraar Katholieke Universiteit Leuven
- Jan Verheyen (1963), regisseur en mediafiguur
- Garry Hagger (1963), zanger
- Ingrid Meeus (1964), politica en laborante
- Marijke Meersman (1965), illustrator
- Peter De Wilde (1970), filoloog en bestuurder
- Christophe Vekeman (1972) , schrijver
- Lotte Heijtenis (1977), actrice
- Fikry El Azzouzi (1978), auteur
- Barbara Pas (1981), politica
- Wim De Decker (1982), voetballer

### Woonachtig
Bekende personen die woonachtig zijn of waren in Temse of een andere significante band met de gemeente hebben:
- Amelberga van Temse (? - 772), heilige
- Philips Alexander Nijs (1724-1805), beeldhouwer
- Pierre van Remoortere de Naeyer (1779-1866), politicus en industrieel
- William Wilford (1803-1868), ondernemer[73]
- Denis Andries (1830-1904), politicus en industrieel
- Nicolas Orlay (1845-1927), politicus en voorzitter Vlaamsch Handelsverbond[74]
- Pieter Dierckx (1871-1950), schilder
- Albert Wilford (1871-1946), politicus en nijveraar
- Tony Van Os (1886-1945), schilder en tekenaar
- Ernest Oscar Tips (1893-1968), vliegtuigbouwer[75]
- Georges Hebbinckuys (1896-1957), politicus
- Jules De Schepper (1906-1988), wielrenner[76]
- Jozef Peeters (1916-2004), arts en politicus
- Désiré Van Riet (1923-2005), politicus
- Siegfried Buytaert (1928-2012), politicus
- Philippe Saverys (1930-2002), ondernemer
- Valeer Peirsman (1932-2020), beeldhouwer
- Fonny Boesmans (1946), politicus en journalist
- Marc Cordeel (1946), politicus
- Magda De Meyer (1954), politica en syndicaliste
- Peter Van de Veire (1971), radio- en televisiepresentator
- Tomas De Soete (1976), radio- en televisiepresentator
- Siska Schoeters (1982), radio-en televisiepresentatrice
- Sean Dhondt (1984), televisiepresentator, zanger
- Jan Vertonghen (1987), voetballer
- Lise Van Hecke (1992), volleybalster
- Dennis Goossens (1993), turner

## Stedenbanden
- Eupen, sinds 1974.[77]

## Nabijgelegen kernen
Tielrode, Sint-Niklaas, Velle, Steendorp, Bornem, Weert